# Pier Giorgio Frassati
Pier Giorgio Frassati (Turijn, 6 april 1901 – aldaar, 4 juli 1925) was een Italiaanse student, sociaal activist en leken-dominicaan, die op 24-jarige leeftijd overleed en in 1990 zalig werd verklaard. Hij staat bekend als de 'Man van de Acht Zaligsprekingen' en de patroonheilige van katholieke jongeren, studenten en alpinisten.

## Vroege leven en spiritualiteit
Pier Giorgio werd geboren in een welgestelde familie. Zijn moeder, Adelaide Ametis, was een bekende schilder en zijn vader, Alfredo Frassati, was de invloedrijke oprichter en directeur van de krant La Stampa, en tevens senator en ambassadeur. Al op jonge leeftijd toonde Pier Giorgio zijn medeleven met anderen; zo gaf hij eens zijn schoenen weg aan een arm kind en huilde hij toen zijn vader weigerde een arme, dronken man te helpen. Hij ontwikkelde een diepe spiritualiteit en ontving dagelijks de communie. Hij sloot zich aan bij de Mariale Congregatie en het Apostolaat van het Gebed. Zijn devotie uitte zich in een onophoudelijke dienst aan de zieken en behoeftigen. Als lid van de Sint-Vincentiusvereniging hielp hij weeskinderen en gedemobiliseerde soldaten uit de Eerste Wereldoorlog.

## Academische en sociale betrokkenheid
Hoewel hij intelligent was, behaalde hij slechts matige schoolresultaten. Hij begon aan een studie mijnbouw aan de Technische Universiteit van Turijn met de intentie om zo "Christus beter te kunnen dienen onder de mijnwerkers". Daarnaast was hij zeer actief in sociale en politieke bewegingen. Hij was lid van de Katholieke Studenten Stichting, Katholieke Actie en de Partito Popolare. Hij stond bekend om zijn extreme vrijgevigheid, waarbij hij vaak het weinige dat hij bezat, zoals zijn buskaartje, weggaf aan de armen. Zijn liefdadigheid werd gevoed door dagelijkse communie, nachtelijke aanbidding en meditatie over de Bijbel. Frassati was een vurig tegenstander van het fascisme en werd in 1921 gearresteerd tijdens een demonstratie.

## Sport, geloof en overlijden
Pier Giorgio was een fervent sporter, met name een gepassioneerd bergbeklimmer en lid van de Club Alpino Italiano. Hij zag de bergen als een plaats voor apostolisch werk met zijn vrienden. Hij hield van kunst, muziek en literatuur en was een grote bewonderaar van de prediker Girolamo Savonarola en van Catharina van Siena, wiens geschriften hem in 1922 ertoe brachten lid te worden van de Derde Orde van de Dominicanen. Hij verdedigde zijn geloof soms fysiek tijdens demonstraties. Kort voordat hij zijn diploma zou behalen kreeg hij polio, waarschijnlijk opgelopen van de zieken die hij verzorgde. Hij stierf op 4 juli 1925 op 24-jarige leeftijd. Zijn begrafenis werd bijgewoond door een grote menigte van armen en behoeftigen die hij in het geheim had geholpen, en die voor zijn familie onbekend waren. Na zijn dood werd het proces voor zijn zaligverklaring gestart, hoewel dit enige tijd werd onderbroken door valse beschuldigingen. Zijn lichaam bleek ongeschonden en werd overgebracht naar de kathedraal van Turijn. Paus Johannes Paulus II verklaarde hem op 20 mei 1990 zalig en noemde hem de “Man van de Acht Zaligsprekingen.” Zijn lichaam werd later vereerd bij de Wereldjongerendagen in Sydney (2008) en Krakau (2016).
- Biblioteca Nacional de España: XX1726507
- Bibliothèque nationale de France: cb12190235p (data)
- Catàleg d'autoritats de noms i títols de Catalunya: 981058617263006706
- Gemeinsame Normdatei: 119137593
- International Standard Name Identifier: 0000 0001 0913 7546
- Library of Congress Control Number: n79126914
- Nationale Bibliotheek van Letland: 000272424
- Nationale Bibliotheek van Tsjechië: jn20000700560
- Nationale en Universitaire bibliotheek Zagreb: 000684473
- Nederlandse Thesaurus van Auteursnamen: 119801035
- Istituto Centrale per il Catalogo Unico: IEIV019487
- Système universitaire de documentation: 030500613
- Virtual International Authority File: 71435531
- WorldCat: E39PBJr3pJqwwxxQwtmMmbrKBP